# Kiki Syahnakri

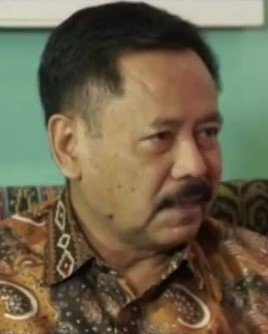
Kiki Syahnakri (2014)

Kiki Syahnakri, auch Sjahnakri Yudha Kusuma (* 22. April 1947 in Karawang, Jawa Barat, Indonesien), ist ein ehemaliger Offizier der indonesischen Armee. Zuletzt hatte er den Rang eines Generalleutnants.
Der Dunn Report wertet die Beteiligung Kikis an Menschenrechtsverletzungen in Osttimor im Jahr 1999 möglicherweise nur „peripher“. Spätere Veröffentlichungen gehen davon aus, dass sie wahrscheinlich eher „erheblicher Natur“ waren. Er gehörte zum Spezialteam von Generalmajor Zacky Anwar Makarim, hatte die Verantwortung für die Sicherheit in Osttimor über drei Wochen im September und war als Kodam-Kommandeur für das indonesische Westtimor zuständig, das zum Rückzugsgebiet der pro-indonesischen Milizen wurde.

## Werdegang
Kikis Eltern waren Aktivisten für die Unabhängigkeit Indonesiens. Sie gaben ihrem Sohn daher den Nachnamen „Syahnakri“, der sich aus drei Worten zusammensetzt. „Sya“ bedeutet „offiziell“, „na“ (bzw. „nya“) bedeutet „sein“ und „KRI“ steht für „Kesatuan Republik Indonesia“ (deutsch Einheitsstaat Republik Indonesien).
1971 schloss Kiki die Nationale Militärakademie ab. Unter anderem war er stellvertretender Kommandeur des Infanteriebataillon 744 in Timor Timur (dem seit 1975 von Indonesien besetzen Osttimor) und im Range eines Oberstleutnants stellvertretender Kommandeur von Korem 164/Wira Dharma, dem Militärbereich Osttimor. Dem folgte vom 5. September 1994 bis zum 27. Mai 1995 der Posten des Kommandeurs von Korem 164/Wira Dharma. Auf Empfehlung des Militärischen Ehrenrates, der den Mord an sechs Osttimoresen in Liquiçá durch einen indonesischen Offizier untersuchte, wurde Kiki von seinem Kommando in Osttimor entbunden und stattdessen Kommandeur des Kadettenregiments der Militärakademie der Streitkräfte der Republik Indonesien in Magelang.
Nach der Beförderung zum Brigadegeneral wurde Kiki stellvertretender Operationsassistent des Stabschefs der Armee in Jakarta und von 1998 bis 1999 als Generalmajor Operationsassistent der KASAD. Kiki war der Osttimor-Experte von Armeestabschef General Subagyo Hadi Siswojo. In dieser Zeit wurde das Unabhängigkeitsreferendum in Osttimor am 30. August 1999 vorbereitet, dem Indonesiens Präsident Habibie auf internationalen Druck hin zugestimmt hatte. Bei einem Treffen am 29. und 30. März 1999 im Chatham House in London mit Vertretern der osttimoresischen Unabhängigkeitsbewegung und internationalen Vertretern war Kiki an Gesprächen über die Planungen zum Referendum und auch die Notfallpläne nach der Abstimmung beteiligt.
Zurück in Jakarta traf Kiki im Hauptquartier der Streitkräfte mehrere Milizenführer aus Osttimor, darunter Tomás Gonçalves. Gonçalves, der im April 1999 aus Osttimor floh, weil er sich gegen die Ermordung von Unabhängigkeitsbefürwortern stellte, gab an, dass Kiki darauf drängte, dass die Milizen weiter aktiv die Pro-Autonomie-Bewegung (die für einen Verbleib Osttimors in Indonesien eintrat) verteidigen müssten. „Wenn es Söhne von Timoresen gäbe, die für die rot-weiße Flagge kämpfen wollten, würden sie sie mit Waffen und Geld unterstützen.“
Am 14. April traf Kiki zu einem „Arbeitsbesuch“ in Dili ein, wo er mit Generalmajor Zacky zusammenkam. Der dritte in diesem Team, dass praktisch parallele Befehlsstrukturen aufbaute, war Brigadegeneral Glenny Kairupan. Am 20. April war er Mitglied der Militärdelegation unter General Wiranto, die sich zum Essen mit lokalen MIlizenführern traf. Kiki verfasste nach eigenen Angaben das Telegramm vom 5. Mai, dass von seinem unmittelbaren Vorgesetzten, Generalleutnant Iohny Lumintang unterzeichnet wurde und eine große „Evakuierung“ Osttimors vorsah, falls das Referendum zugunsten der Unabhängigkeit ausfallen sollte. Am 18. Juni nahm Kiki an einem Treffen zwischen hochrangigen indonesischen Offizieren und Milizenführern teil, bei dem man Notfallpläne beschloss, nachdem das Referendum mit Gewalt zu verhindern sei und im Falle einer Niederlage die Milizen eingesetzt werden sollten, um das Ergebnis abzulehnen und eine Teilung Osttimors in einen unabhängigen Sektor im Osten und einen pro-indonesischen Sektor im Westen zu fordern.
Am 30. August, dem Tag der Abstimmung trafen Zacky, Kiki und Glenny in der Residenz des Militärkommandeurs Osttimors (Korem 164/Wira Dharma) Oberst Noer Muis zusammen. Es war abzusehen, dass sich die Osttimoresen für die Unabhängigkeit entschieden hatten. Sie beschlossen, dass am Tag der Bekanntgabe des Wahlergebnisses (vermutet wurde der 7. September) ein Aufstand ausbrechen sollte. Telefon und Strom sollten abgestellt und die Aitarak-Miliz sollte die Ausfahrtswege aus Dili kontrollieren. Die Veröffentlichung des erfolgreichen Ergebnisses des Referendums am 4. September war das Signal zum Beginn der Operation Donner. Nach Untersuchungen der Empfangs-, Wahrheits- und Versöhnungskommission von Osttimor (CAVR) wurden etwa 1400 bis 1500 Menschen ermordet. 75 % der Infrastruktur wurden zerstört. Etwa 280.000 Osttimoresen, ein Viertel der Bevölkerung, wurden von indonesischen Sicherheitskräften nach Westtimor zwangsevakuiert, ein Teil von ihnen war auch selbst geflohen. Sie sollten nach den Plänen der Hintermänner im Militär weiter in ganz Indonesien zerstreut werden. 200.000 Osttimoresen waren innerhalb des Landes auf der Flucht.
Am 8. September 1999 wurde Kiki zum Administrator unter Kriegsrecht (indonesisch Penguasa Darurat Militer Timor-Timor). Ausländische Beobachter gaben an, dass Kiki sein Bestes tat, um die Gewalt der Miliz einzudämmen. Allerdings wurde die Gewalt in Kikis Amtszeit schlimmer. Bei Kikis Stellvertreter Oberstleutnant Lilik Kushadiyanto wird eine Rolle beim Kirchenmassaker von Suai am 6. September vermutet. Der Journalist Alan Nairn gab an, dass Kiki mit der Aitarak zusammenarbeitete.
Am 27. September übergab Syahnakri offiziell seine Verantwortung für Osttimor an die Internationale Streitkräfte Osttimor (INTERFET) ab. Infolge übernahm Kiki von Adam Damiri bis November 2000 das Kommando über das regionale Militärkommando Kodam IX/Udayana, mit Sitz auf Bali. Zum Kodam gehört auch Westtimor, das nun zur Basis der Milizen wurde, die aus Osttimor geflohen waren.
Im Juli 2000 war Kiki als Kommandeur der Militärregion Jakarta im Gespräch, setzte sich aber nicht durch. Am 6. September 2000 kamen drei ausländische UN-Hilfskräfte beim Angriff von Milizen im westtimoresischen Atambua ums Leben. Flüchtlinge und UN-Hilfskräfte verließen daraufhin Westtimor und US-Botschafter Robert S. Gelbard forderte die Entlassung von Kiki als Kodam-Kommandeur. Am 25. September warf Gelbard Kiki vor, dass er in den letzten zehn Monaten nicht in der Lage gewesen war, die Milizen zu entwaffnen. Die Milizen seien jetzt sogar stärker.
Im November wurde Kiki zum Generalleutnant befördert und in Jakarta stellvertretender Stabschef der Armee. Den Karriereaufstieg hatte Kiki seiner breiten Unterstützung in den Streitkräften zu verdanken. Kurz bevor Kiki seine Amtszeit auf Bali beendete, wurde bekannt, dass vier Milizenführer aus Angst vor einem Attentat durch die Armee sich der Übergangsverwaltung der Vereinten Nationen für Osttimor (UNTAET) stellen wollten. Für Immunität wollten sie Informationen über die militärische Unterstützung der Milizen den Vereinten Nationen zu übergeben. Kiki drohte mit der Verhaftung der vier Abtrünnigen, worauf einer von ihnen angab, dass Kiki für die Verschleppung der Osttimoresen nach Westtimor verantwortlich gewesen sei. Zudem habe Kiki eine Kampagne finanziert, die Flüchtlinge an der Rückkehr nach Osttimor hindern sollte.
KIki bestritt, dass die Armee die Milizen jemals bewaffnet oder organisiert habe. Im Oktober 2000 behauptete, Osttimor sei durch Osttimoresen von beiden Seiten zerstört worden, die „Amok liefen“. Nach Antritt seines Amtes als stellvertretender Stabschef verhinderte er die Befragung von Offizieren durch UNTAET-Beamte, wegen der Menschenrechtsverletzungen in Osttimor. Kiki sagte: „Wir werden unsere Soldaten niemals für Verhöre ausliefern, die im Interesse der UNTAET durchgeführt werden“, sagte er.
Vor seiner endgültigen Pensionierung war Kiki 2001 Präsident und Kommissar der PT. ITCI. Im Ruhestand fungierte er dann als Präsident und Kommissar der Bank Artha Graha (2002–2005) und ab Juli 2005 war er Präsident und Kommissar der Bank Artha Graha Internasional. Zudem war Kiki 2013 Leiter der Studienabteilung der Persatuan Purnawirawan TNI AD (deutsch Verband pensionierter indonesischer Armeesoldaten), Vorsitzender der Stiftung zur Nationalen Identität (indonesisch Yayasan Jati Diri Bangsa) und engagierte sich bei der Universitas Singaperbangsa Karawang (UNSIKA).

## Sonstiges
Kiki spricht Osttimors Landessprache Tetum.